# 深尾鳗
深尾鳗（学名：Bathyuroconger vicinus）为輻鰭魚綱鳗鲡目康吉鳗科深尾鳗属的鱼类。分布于大西洋、印度洋、太平洋等。该物种的模式产地在东大西洋佛行角群岛。